# Северодвинск
Северодвинск (на руски: Северодвинск) е град в Русия, разположен в градски окръг Северодвинск, Архангелска област.
Населението на града през 2018 година е 183 255 души. Намира се на брега на Бяло море в североизточната част на Европейска Русия.
Основан е през 1936 година. Израства като важен промишлен център в северната част от европейската територия на Русия.
Развити са следните отрасли: машиностроене – главно корабостроене („Севмаш“), дървообработваща и хранителна промишленост, производство на строителни материали.

## Побратимени градове
Северодвинск е побратимен с 4 други града:
- Тираспол, Молдова
- Брянск, Русия
- Мозир, Беларус
- Портсмът, САЩ